# 玉性院
玉性院（ぎょくしょういん）は岐阜県岐阜市加納天神町にある不動明王を本尊とする真言宗醍醐派の寺院で、山号は東光山。美濃四国40番札所。
慶長年間に理源法脈37世義演法海により開かれる。文化年間の地図には修験玉性院と記されている。現在の構えは濃尾地震による震災と岐阜空襲による戦災を経て再興されたものである。
昭和27年（1952年）より、当時の住職の発案で節分の時期に鬼に扮した厄男を御輿に担ぐつりこみ祭りが行われるようになり、岐阜の節分における風物詩となっている。このつり込み祭りは後におかめに扮した厄女も担ぐようになった。平成30年（2018年）以降、金の御朱印を拝受することができるようになった。
本尊不動明王のほか、庚申青面金剛、秋葉三尺坊大権現、弘法大師及び歓喜天が祀られている。